# Albert Heim
Albert von Sankt Gallen Heim (Zürich, 12 april 1849 – aldaar, 31 augustus 1937) was een Zwitserse geoloog, bekend om zijn nauwkeurige onderzoek aan de Alpen en een kynoloog.

## Geologie
Toen Heim 16 jaar oud was maakte hij al een structureel geologisch model van het Tödimassief. Daardoor werd hij opgemerkt door Arnold Escher von der Linth, die Heim verder voor de geologie interesseerde door hem instructies en aanwijzingen te geven.
Heim studeerde aan de universiteiten van Zürich en Berlijn. In 1873 werd hij docent aan de Federale Polytechnische Hogeschool van Zürich en in 1875 hoogleraar in de geologie aan de Universiteit van Zürich. In 1882 werd hij directeur van de Geologische Dienst van Zwitserland.
Heim is bekend vanwege zijn nauwkeurige onderzoek naar de geologische structuur van de Alpen, waarmee hij de eerste was die de geologische structuur van een gebergte nauwkeurig in kaart bracht, compleet met nappes en sutures. In de tijd dat hij dit deed was het mechanisme dat een dergelijke structuur kan veroorzaken (continentale collisie) nog niet bekend, wat zijn werk des te opmerkelijker maakt.
Zijn boek Mechanismus der Gebirgsbildung uit 1878 is een belangrijk geologisch werk, waardoor de structurele geologie een sprong vooruit nam.
Heim deed ook onderzoek naar gletsjers in de Alpen. Hij schreef het Handbuch der Gletscherkunde in 1885.

## De kleuren van de hemel
Marcel Minnaert schrijft in De natuurkunde van 't vrije veld:
- De beroemde Zwitserse geoloog A. Heim heeft een prachtig boekje geschreven, getiteld: Luftfarben (Zürich 1912), waarin hij op populaire en geestdriftige wijze de kleuren van de lucht en de schemeringsverschijnselen beschrijft. De gekleurd weergegeven aquarellen zijn onvergelijkelijk mooi.[1]

## Kynologie
Een hobby waar Albert Heim veel tijd aan besteedde was het fokken van rashonden. Heim leverde op het gebied van de Kynologie belangrijke bijdragen voor de Sennenhondrassen. Het standaardras van dit hondentype dat de basis vormde voor de huidige rassen, Berner sennenhond, Appenzeller sennenhond, Entlebucher sennenhond en Grote Zwitserse sennenhond is het gevolg van zijn fokprogramma. De in 1929 opgerichte Albert-Heim-Stiftung van de Schweizerische Kynologische Gesellschaft voor de bevordering van kynologisch onderzoek aan het Natuurhistorisch Museum Bern is naar hem genoemd

## Persoonlijk
Heim was gehuwd met Marie Heim-Vögtlin (1845-1917), de eerste vrouwelijke arts van Zwitserland.

## Vernoemingen
In de buurt van Andermatt is een berghut naar hem genoemd, de Albert Heim Hütte. Op de maan is 
de Dorsum Heim naar hem genoemd, een marerug, een lage heuvelrug in een maanzee.